# 데이터 제어 언어
데이터 제어 언어(영어: Data Control Language, DCL)는 데이터베이스에서 데이터에 대한 액세스를 제어하기 위한 데이터베이스 언어 또는 데이터베이스 언어 요소이다. 권한 부여(GRANT)와 박탈(REVOKE)이 있으며, 설정할 수 있는 권한으로는 연결(CONNECT), 질의(SELECT), 자료 삽입(INSERT), 갱신(UPDATE), 삭제(DELETE) 등이 있다.

## 구문
SQL의 주요 데이터 제어 언어는 다음과 같다.
- GRANT - 특정 데이터베이스 사용자에게 특정 작업을 수행 권한을 부여
- REVOKE - 특정 데이터베이스 이용자에게 부여한 특정 권한을 박탈

### 권한
SQL의 GRANT 및 REVOKE 데이터베이스 사용자로 설정할 수 있는 권한에는 다음과 같은 것이 있다.
- CONNECT- 데이터베이스 또는 스키마에 연결하는 권한
- SELECT - 데이터베이스에서 데이터를 검색하는 권한
- INSERT - 데이터베이스에 데이터를 등록할 수 있는 권한
- UPDATE - 데이터베이스의 데이터를 업데이트 할 수 있는 권한
- DELETE - 데이터베이스의 데이터를 삭제할 수 있는 권한
- USAGE - 스키마 또는 함수와 같은 데이터베이스 개체를 사용할 수 있는 권한

오라클 데이터베이스에서는 데이터 제어 언어의 명령 실행은 암시적 커밋을 수반한다. PostgreSQL에서는 데이터 제어 언어의 명령 실행은 트랜잭션의 맥락에서 이루어지므로 롤백을 할 수 있다.

## 같이 보기
- 데이터베이스 언어
  - 데이터 정의 언어
  - 데이터 조작 언어